# Епархия Чанды
Епархия Чанды (лат. Eparchia Chandensis) — епархия Сиро-малабарской католической церкви c центром в городе Чандрапур, Индия. Епархия Чанды входит в латинскую митрополию Нагпура. Кафедральным собором епархии Чанды является церковь святого Фомы.

## История
29 июля 1968 года Святой Престол  учредил апостольский экзархат Чанды, выделив его из архиепархии Нагпура и епархии Амравати.
26 февраля 1977 года Римский папа Павел VI выпустил буллу Nostra ipsorum, которой преобразовал апостольский экзархат Чанды в епархию. 
23 июня 1977 года епархия Чанды передала часть своей территории для возведения новой епархии Адилабада.

## Ординарии епархии
- епископ Januarius Paul Palathuruthy (29.07.1968 – 20.04.1990);
- епископ Vijay Anand Nedumpuram (20.04.1990 – 31.07.2014);
- епископ Ephrem Nariculam (с 31 июля 2014 года).

## Источник
- Annuario Pontificio, Ватикан, 2007
- Булла Nostra ipsorum, AAS 69 (1977), стр. 247  (лат.)